# القواطع مجرفية الشكل

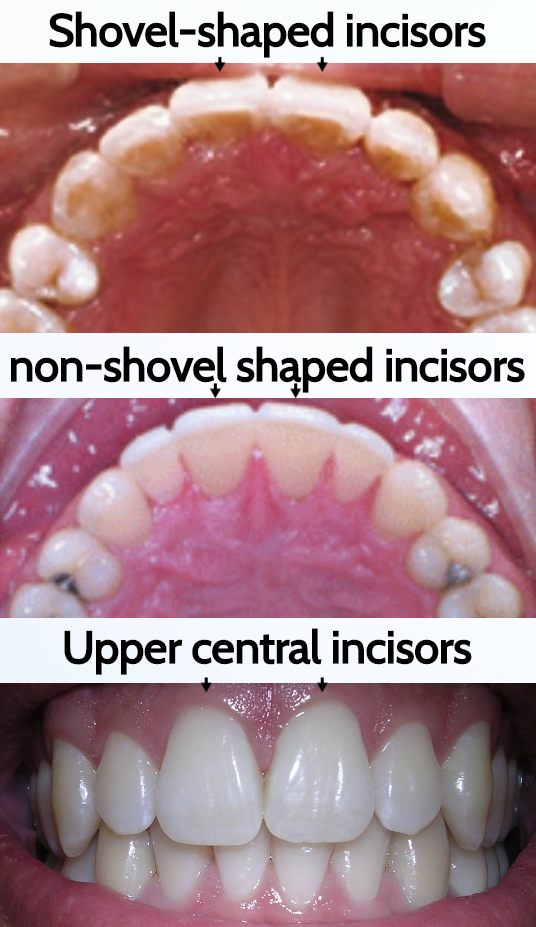
القواطع مجرفية الشكل وغير مجرفية الشكل

القواطع مجرفية الشكل (أو بكل بساطة: القواطع المجرفية) وتسمى أيضاً الثنايا (ج.ثنيّة) العلوية، هي القواطع العلوية التي تمتلك أسطحًا لسانية مقعرة نتيجة بروز الحواف اللسانية أو بسبب انحناء التاج أو بسبب وجود الدرنات القاعدية، قد يوجد أحد هذه العوامل وحده أو تكون العوامل مجتمعة.
القواطع مجرفية الشكل شائعة بشكل كبير عند الهنود الأمريكان من أمريكا الشمالية والوسطى والجنوبية. وهي شائعة أيضًا في شرق آسيا ووسطها، وعند شعوب الإسكيمو والإنويت في شمال شرق آسيا وأمريكا الشمالية (بما في ذلك على سبيل المثال لا الحصر شعوب الإنويت في شرق ألاسكا وكندا القطب الشمالي وغرينلاند). القواطع العلوية مجرفية الشكل غير شائعة أو غير موجودة عند الأوروبيين والأفارقة. هناك طيف من درجات التجرّف، يتراوح على مقياس من 0 إلى 7 من القواطع المستوية إلى القواطع المجرفية. كان من النظري أن وجود القواطع المجرفية بشكل أكثر شيوعًا عند الأنثروبويد (أشباه البشر) داخل الثقافات التي استخدمت أسنانها باعتبارها أدوات للقيام بمهمات أخرى بسبب القوة الهيكلية الأكبر في القواطع التي تمتلك شكل المجرفة. ومع ذلك، تشير الأبحاث الأكثر حداثة إلى لعب الوراثة دورًا بدلًا من ذلك في درجة التجرف (التقعر). أفادت تقارير إلى امتلاك المجموعات غير المنغولية مثل القوقاز، والزنوج، والفيدو (جنوب آسيا) أسنانًا مجرفية الشكل، ولكن يمكن أن يكون هذا بسبب وجود أصل شرق آسيوي أو أمريكي أصلي.
في بعض الحالات، يمكن أن تقدم القواطع نسخة أكثر وضوحًا من الشكل المجرفي الذي يسمى حينئذ القواطع مزدوجة التجرّف، (أو القواطع المجرفية المزدوجة). عند وجودها، يمكن أن تشير القواطع مجرفية الشكل إلى الارتباط بين السكان وتُعد واحدة من السمات غير المترية في علم العظام. تشبه القواطع المجرفية المزدوجة القواطع المجرفية هيكليًا، وتتميز بحافة أنسية أكثر وضوحًا مقارنة بالحافة الوحشية. وبالمثل، فإن الدرجات لكل من القواطع مجرفية الشكل والقواطع المجرفية المزدوجة عند الإناث أكبر بكثير من الذكور.
لوحظت خصائص الأسنان مجرفة الشكل أيضًا في الإنسان المنتصب مثل رجل بكين وفي إنسان نياندرتال، على الرغم من اختلاف مورفولوجية هذه القواطع المجرفية عن الشكل البشري الحديث للتجرّف. يُنظر إلى شكل الأسنان الأمامية لنياندرتال على أنه تكيف مع الاستخدام المكثف لأنيابه وقواطعه في معالجة الطعام ومضغه، واستخدام أسنانهم في أنشطة أخرى غير التغذية.

## علم الوراثة
ارتبط الاختلاف في القواطع العلوية مجرفية الشكل الحديثة بوجود/غياب الأليل V370A للجين مستقبل الإكتوديسبلازين أ (إي دي إيه آر). ينشأ النظير البروتيني (إي دي إيه آر) V370A تعدد أشكال النوكليوتيدات المفردة/طفرة نوكليوتيدية تغير بقايا فالين 370 إلى ألانين على جين (إي دي إيه آر). يُعد التأثير مادة مضافة تقريبًا، إذ يكون لدى الأفراد الذين لديهم نسخة واحدة من الأليل تعبير وسيط عن القواطع مجرفية الشكل المتجانسة بشكل كبير. ترتبط السمة الظاهرية بشكل كبير بخصلات الشعر الأكثر سمكًا واستقامة، وسمات الأسنان الأخرى، والغدد العرقية، وتفرعات الغدة الثديية. أظهر التحليل الجيني الكمي المبكر للسكان الفنلنديين أن وراثة القواطع العلوية المجرفية أحادي المنشأ. يرتبط أليل 1540C من (إي دي إيه آر) ارتباطًا وثيقًا أيضًا بوجود القواطع مجرفية الشكل وسمك الشعر، مثلما هو موجود في دراسة أجريت على الحمض النووي عند السكان اليابانيين. الأشخاص الذين لديهم أصول هندية أمريكية أو شرق آسيوية لديهم شعر أكثر سمكًا واستقامة.
يُفترض تفضيل التأثيرات متعددة المظاهر الأخرى المرتبطة بأليل V370A عن طريق الانتقاء الطبيعي من أجل المساعدة في تعزيز وجود الأليل، ومن ثم ظهور القواطع مجرفية الشكل. واحدة من هذه السمات المرتبطة هي زيادة التفرعات القنوية في الغدة الثديية، ما يحسن نقل المغذيات في حليب الأم. من المحتمل إعطاء هذا ميزة البقاء على قيد الحياة لأولئك الذين لديهم الأليل خلال الحد الأقصى الجليدي الأخير في بيئات معينة ذات ارتفاعات عالية ومنخفضة الفيتامين د.